# Ішанаварман I
Ішанаварман I (кхмер. ឦសានវរ្ម័នទី១; д/н — 635/637) — 2-й притхівіпаті  Ченла близько 610/616—635/637 роках. В китайських джерелах знаний як Ішенасяньдай (кит.: 伊奢那先代). На його панування припадає найбільше піднесення держави.

## Життєпис
Належав до молодшої гілки династії Каундіньї II або роду Ца. Другий син магараджи Махендравармана. Між 610 і 616 роками спадкував владу. Згідно китайської хроніки «Суї Шу» 616 року відправив посольство до імперії Тан.
Заснував нову столицю держави — Ішанапуру («Місто Ішани»). За його наказом було зведено величні палацові та храмові комплекси, що стали окрасою міста. Продовжив політику підтримки шиваїзму. Китайський енциклопедист Ма Дуанлінь зберіг та переписав згадки танських мандрівників, що описували двір короля Ішанавармана I в Ішанапурі, де той носив золоту корону з коштовним камінням, підвіски з перлинами.
Продовжив війни проти держави Фунань, яку лише 627 року здолав, поваливши шимару Нтерактвармана I й приєднавши ці землі до Ченли. За його правління територія Ченли досягла найбільших розмірів: крайньою її західною точкою був Чантабурі біля узбережжя Сіамської затоки, а на півночі додалися землі на території сучасних західного Таїланду і південного Лаосу. Заявлена влада над Тамрапурою, Чакранкапурою, Амогхапурою і Бхімапурою. Водночас встановив дружні відносини із Тямпою на сході.
Остання письмова згадка про нього припадає на 628 рік. За різними відомостями помер 635 або 637 року. За цим почалася боротьба за владу між його синами, в якій 639 року переміг Бхававарман II.